# Björskogs distrikt
Björskogs distrikt är ett distrikt i Kungsörs kommun och Västmanlands län. 
Distriktet ligger i nordvästra delen av kommunen. 

## Tidigare administrativ tillhörighet
Distriktet inrättades 2016 och utgörs av socknen Björskog i Kungsörs kommun.
Området motsvarar den omfattning Björskogs församling hade vid årsskiftet 1999/2000.